# اولیویا اپس
اولیویا اپس (انگلیسی: Olivia Apps؛ زادهٔ ۱ دسامبر ۱۹۹۸) بازیکن زن راگبی ۷ نفره اهل کانادا است.
وی در مسابقات کشوری و بین‌المللی در مجموع برندهٔ ۱ مدال نقره شده است.